# Сподек, Говард
Говард Сподек (англ. Howard Spodek; 4 ноября 1941 — 20 августа 2023) — американский историк, специалист по глобальной истории, профессор истории, географии и урбанистики Университета Темпл. Он получил степень бакалавра искусств Колумбийского университета в 1963 году и получил степень доктора философии в Чикагском университете в 1972 году; будучи аспирантом, он посетил Индию в качестве стипендиата программы Фулбрайта. Он стал преподавателем в Университете Темпл в 1972 году. Помимо должности преподавателя в Университете Темпл, Сподек был казначеем Ассоциации всемирной истории и членом редакционной коллегии научного журнала History Compass.
Говард Сподек специализировался на истории Индии и, в частности, на городе Ахмадабад. Он был автором «Всемирной истории», учебника для колледжей, который иногда также используется на курсах истории для старших классов средней школы Advanced Placement (в США и Канаде) и выдержал четыре издания. В 1993 году получил премию Университета Темпла «Великий учитель».
Говард Сподек родился 4 ноября 1941 года. В 1959 году он окончил среднюю школу Тейлора Олдердайса в Питтсбурге.
Сподек умер в своём доме в Филадельфии 20 августа 2023 года в возрасте 81 года.